# La Dune Rose
La Dune Rose (Koïma Hondo em Língua songai, A Duna Rosa (em português)) é uma atração na cidade de Gao, Mali. A duna de areia é nomeada assim por sua aparência ao pôr-do-sol. Também é conhecida como Koïma Hondo devido a pequena cidade localizada em sua base.
A duna localiza-se a apenas 5 quilômetros de Gao e é a primeira de uma série de dunas que continuam por todo o caminho até Tombuctu mais de 400 quilômetros ao noroeste

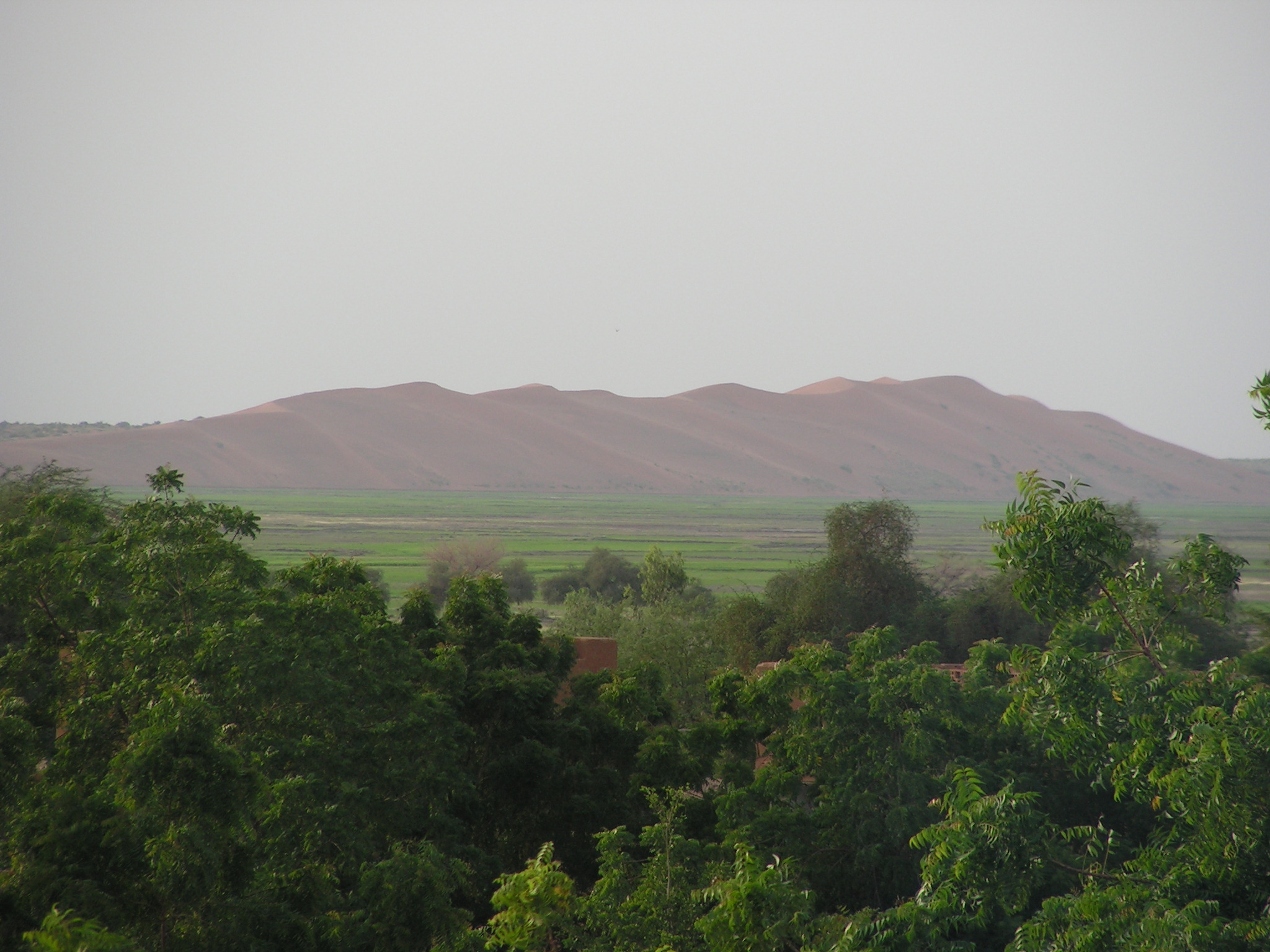
La Dune Rose, vista do topo do Túmulo de Ásquia